# Kampfkraft (Arbeitsrecht)
Im deutschen Arbeitsrecht beschreibt man mit dem Begriff Kampfkraft die Fähigkeit einer Gewerkschaft, in einem Arbeitskampf ihre Positionen durchzusetzen. Als Faktoren dafür gelten
- dass die Streikkasse hinreichend gefüllt ist
- dass genügend Gewerkschafter gewillt sind, lange genug gegen ihren Arbeitgeber zu streiken
- ein hoher Organisationsgrad

Der Begriff wird auch seltener für dieselbe Fähigkeit der Arbeitgeberseite verwendet. Diese wird entsprechend durch die Kampfkraft der Gewerkschaft gesenkt.